# Arena Football ’95
Arena Football '95 — отменённая игра для приставки Atari Jaguar, разработанная V-Real Interactive. Она должна была быть выпущена примерно в 1995 году, но проект был остановлен из-за падения популярности приставки Atari Jaguar. Игра могла бы стать первым симулятором американского футбола в залах, выпущенным по официальной лицензии.

## Выпуск прототипа
Arena Football '95 всё же увидела свет, после того как компания Hasbro 14 мая 1999 года отменила выплату лицензионных отчислений за выпуск игр для Atari Jaguar. Независимые издатели с этого момента могли выпускать оригинальные игры и прототипы, использующие брэнд Atari Jaguar. 15 июля 2006 года Jaguar Sector II выпустил 35 копий Arena Football '95. В комплект поставки входили коробка и руководство, стоимость составляла $50 за комплект. Позже было выпущено ещё 10 копий, так что общее число картриджей с данной версией составило 45. Вскоре после этого, B&C ComputerVisions также выпустило игру, однако без руководства и коробки.
Игра не закончена и состоит из возможности быстро принять участие в состязании или вручную установить его параметры. В игру включены все команды из сезона Arena League 1995 года. Эта игра является единственной, в которой появляется команда Miami Hooters: в выпущенные в 1996 году компанией EA игру Arena Football она не попала. Игровой процесс подвержен частым сбоям.